# دهريز (بردسرة)
دهریز (بالفارسية: دهریز) هي مستوطنة تقع في إيران في قسم بردسرة الريفي. يقدر عدد سكانها بـ 1,549 نسمة .